# Leo Stevens
Leonardus Gerardus Marie (Leo) Stevens (Belfeld, 1944) is een Nederlandse econoom en emeritus hoogleraar.
Stevens promoveerde in 1980 op het proefschrift Belasting naar draagkracht. Hij was betrokken bij de herziening van het Nederlandse inkomstenbelastingstelsel in 2001, de Wet inkomstenbelasting 2001. Stevens was werkzaam als hoogleraar fiscale economie aan de Erasmus Universiteit (Rotterdam) als opvolger van A.L. Brok. Bij zijn emeritaat op 8 december 2006 werd Stevens benoemd tot Officier in de Orde van Oranje-Nassau. Sinds 1 augustus 2008 is hij kroonlid van de Sociaal-Economische Raad (SER).

## Trivia
- In 1993 werd Stevens benoemd tot erelid van het toenmalig Fiscaal Economisch Deelgenootschap Taxateur (FED), voorganger van R.F.V. Christiaanse-Taxateur.
- De zoon van Stevens, Stan Stevens, is eveneens hoogleraar belastingrecht, echter aan de Universiteit van Tilburg.

- Bibsys: 51670
- Gemeinsame Normdatei: 138436541
- International Standard Name Identifier: 0000 0000 7887 2176
- Library of Congress Control Number: n78093992
- Nationale Bibliotheek van Letland: 000027777
- Nederlandse Thesaurus van Auteursnamen: 068433492
- Système universitaire de documentation: 157455971
- Virtual International Authority File: 89978163
- WorldCat: E39PBJx8Bkx7cCdyX736cg6Frq